# ГЕС-ГАЕС Орічелла
ГЕС-ГАЕС Орічелла (італ. Orichella) — гідроелектростанція на півдні Італії в історичному регіоні Калабрія. Розташована вище за ГЕС Тімпагранде, становить перший ступінь у каскаді, створеному в 1922—1931 роках у сточищі річки Нето (тече на схід та впадає в Іонічне море за 10 км північніше Кротоне).
Накопичення ресурсу для роботи станції (та всього каскаду) здійснюється у двох основних водосховищах, споруджених на правих притоках Нето:
- водосховищі об'ємом 83 млн м3 (корисний об'єм 67 млн м3) на річці Арво, яке утримує земляна гребля заввишки 35 метрів. Окрім прямого стоку, сюди перекидають додатковий ресурс із Frappia (ліва притока Арво, що впадає в неї нижче від греблі);
  - водосховищі об'ємом 67 млн м3 (корисний об'єм 65 млн м3) на річці Амполліно, яке утримує гравітаційна бетонна гребля висотою 39 метрів. Окрім прямого стоку сюди перекидають додатковий ресурс із річки Савуто, котра тече на захід та впадає у Тірренське море. Для подолання різниці у рівнях водозабору та озера Амполліно — 1161 та 1271 метра НРМ відповідно — при греблі Савуто працює насосна станція. Крім того, іншим дериваційним тунелем подається вода із річки Tacina, яка тече південніше від долини Амполліно/Нето та впадає в Іонічне море у декількох кілометрах на південь від Кротоне.

Вода, накопичена у озері Арво (рівень поверхні 1278 метрів НРМ), передається до водосховища Амполліно через дериваційний тунель завдовжки 5,9 км та діаметром 2,6 метра. Від самого ж Амполліно починається головний дериваційний тунель, прокладений через правобережний гірський масив. Він має довжину 4,4 км та діаметр 2 метри, і на завершальному етапі переходить у напірний водовід до машинного залу станції Орічелла, розташованого на лівому березі Амполліно (водогін перетинає річку біля самого залу).
Основне обладнання станції первісно становили дві турбіни типу Пелтон загальною потужністю 44 МВт. У 1980-х роках ГЕС пройшла модернізацію, внаслідок чого тепер на ній встановлено дві турбіни типу Френсіс загальною потужністю 150,5 МВт, які працюють при напорі у 472 метри.
З 1971 року станції надали функцію гідроакумуляції, для чого встановлено два насоси потужністю по 27 МВт. Як нижній резервуар використовують створену в долині Амполліно водойму об'ємом 0,2 млн м3, як утримує гребля висотою 25 метрів.